# Damnatio memoriae

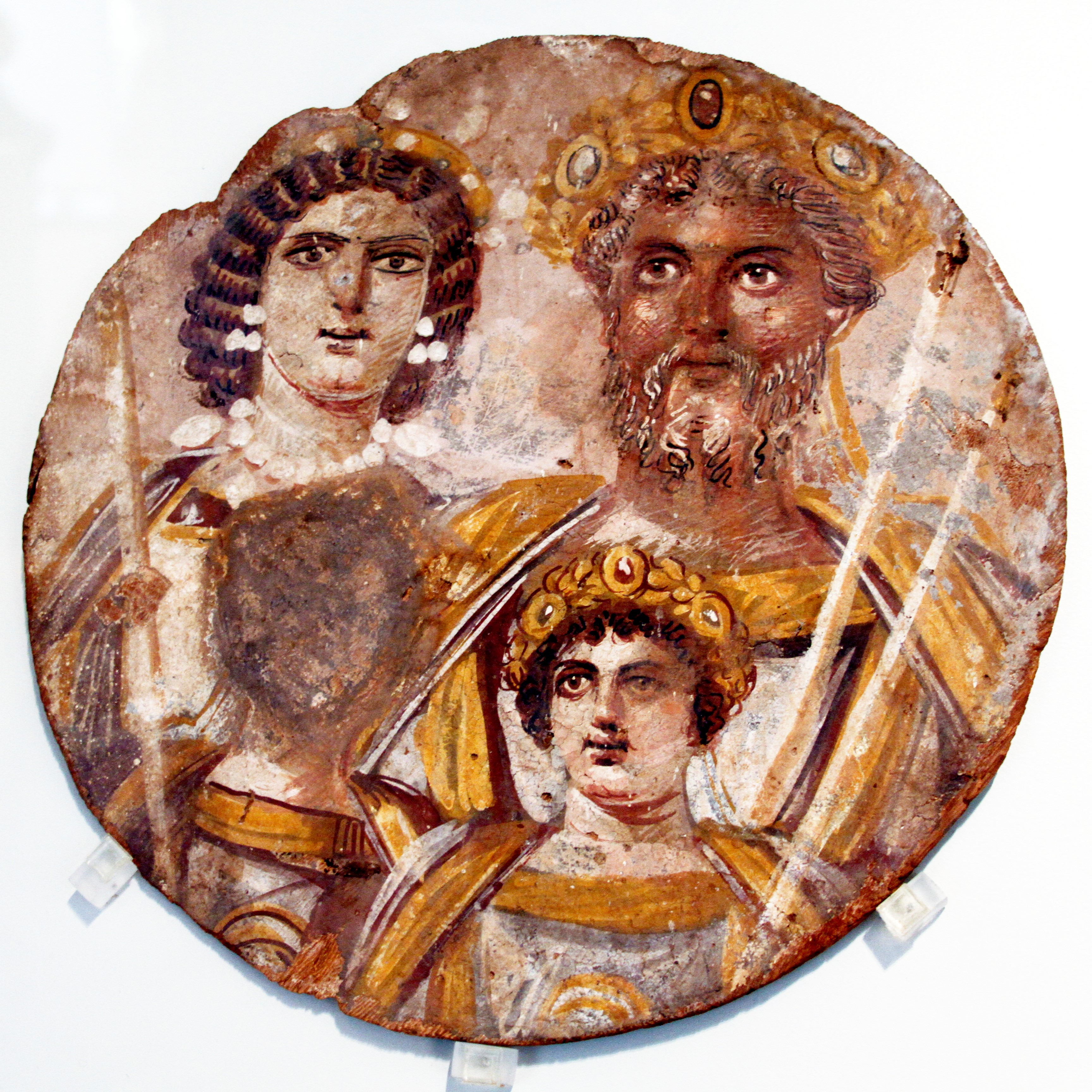
Тондо з зображенням Септимія Севера, його дружини Домни та дітей — Ґети і Каракалли. Після вбивства Ґети Каракаллою зображення Ґети були знищені.

Damnatio memoriae (лат. прокляття пам'яті) — особлива форма посмертного покарання, що застосовувалася в стародавньому Римі до державних злочинців — узурпаторів влади, учасників змов, імператорів що заплямували себе і означала, що засуджена персона не мала бути згадувана. Сам вираз є відносно новою формою, у давні часи вживався вираз лат. abolitio nominis.

## Стародавній Рим
Будь-які матеріальні свідчення про існування злочинця — статуї, настінні і надгробні написи, згадування в законах і літописах — підлягали знищенню, та стертю з пам'яті про померлого. Могли бути знищені також і всі члени сім'ї злочинця. Damnatio memoriae — термін не римського, але сучаснішого походження. В римських джерелах згадуються інші формулювання з тією ж суттю — memoria damnata, abolitio memoriae.
Як правило, damnatio memoriae з політичних мотивів не було абсолютним. Нерон був проклятий після смерті, але незабаром, після захоплення влади Вітеллієм, був удостоєний державних почестей. Після смерті Калігули сенат запропонував стерти пам'ять про нього, але цьому чинив опір принцепс Клавдій. Єдиний імператор, damnatio memoriae якого було офіційним і не було згодом оскаржене — Доміціан. Часто зображення недостойних імператорів усувалися з публічних монументів в Римі (наприклад, з рельєфу Марка Аврелія було видалено зображення Коммода), але продовжували зберігатися в приватних будинках і в провінційних містах. Той же Коммод, одного разу проклятий, був обожнений при Септимії Севері.

## Сучасні приклади
Сучаснішими прикладами damnatio memoriae є видалення портретів, книг, приховування людей з фотографій, а також будь-яких інших слідів суперників та противників Сталіна під час Великої Чистки (наприклад, у Великій Радянській Енциклопедії).
Коли футбольна команда Радянського Союзу програла команді Югославії на літніх Олімпійських іграх 1952 року, Сталін наказав знищити всі зняті кадри цієї гри. Самого Сталіна стерто на фотографіях та в деяких пропагандистських фільмах, коли керівником Радянського Союзу став Микита Хрущов, і місто Царицин, яке раніше назвали Сталінградом, перейменовано в 1961 році на Волгоград.